# Neuronova
NeuroNova AB är ett forskningsföretag inom bioteknik- och läkemedelssektorn. NeuroNova utvecklar terapier för sjukdomar orsakade av celldöd i det centrala nervsystemet (CNS). 
Företaget fokuserar på terapeutisk neurogenes, det vill säga läkemedelsinducerad nervnybildning i den vuxna hjärnan. Mål för dessa nya läkemedel är omogna celler i hjärnan, så kallade stamceller och progenitorceller. 
NeuroNova avser att behandla sjukdomar inom CNS som i dagsläget inte har tillfredsställande behandlingsformer annat än symptomatisk behandling. Sådana sjukdomar är till exempel Alzheimers sjukdom, Amyotrofisk lateralskleros (ALS), Parkinsons sjukdom, Huntingtons sjukdom och slaganfall.
NeuroNova grundades 1998 av professor Jonas Frisén och doktor Ann Marie Janson Lang, båda verksamma vid Karolinska Institutet i Stockholm med venturekapitalfinansiering från HealthCap. 
Företaget gick 2012 samman med det på Zurichbörsen noterade Newron SA.